# Státní znak Ukrajiny
Státní znak Ukrajiny, zvaný Tryzub (ukrajinsky Тризуб, česky trojzubec), je tvořen modrým, zlatě lemovaným štítem se zlatým trojzubcem.
Velký státní znak zatím nebyl přijat.

Černobílá varianta znaku
Rozměry znaku
Rozměry trojzubce

## Historie
V roce 1848 se na Ukrajině užívaly modrožluté prapory se žlutým lvem ve skoku, které vycházely ze starého haličského znaku.

Znak Haličsko-volyňského knížectví (13.–14. století)

Dne 30. prosince 1922 byla Ukrajina začleněna pod názvem Ukrajinská sovětská socialistická republika do Sovětského svazu. Znak byl několikrát pozměněn. Poslední znak (platný do roku 1991/92) byl tvořen červeným štítem s v dolní části vycházejícím zlatým sluncem s paprsky (35), přes které byly položeny zlatý zkříženy srp se zlatým kladivem. Štít byl obklopen zlatými klasy, převázanými v dolní části červenou stuhou se zlatými hesly. Heraldicky vlevo to byl ruský nápis Пролетарии всех стран, соединяйтесь!, vpravo stejný nápis v ukrajinštině Пролетарі всіх країн, єднайтеся! (česky Proletáři všech zemí, spojte se!). V dolní části stuhy byl ukrajinský název státu Українська РСР (česky Ukrajinská SSR). Nad štítem byla červená, pěticípá hvězda.

Varianta znaku Ukrajinské SSR (1918—1920)
Znak Ruské SFSR (1918–1925)
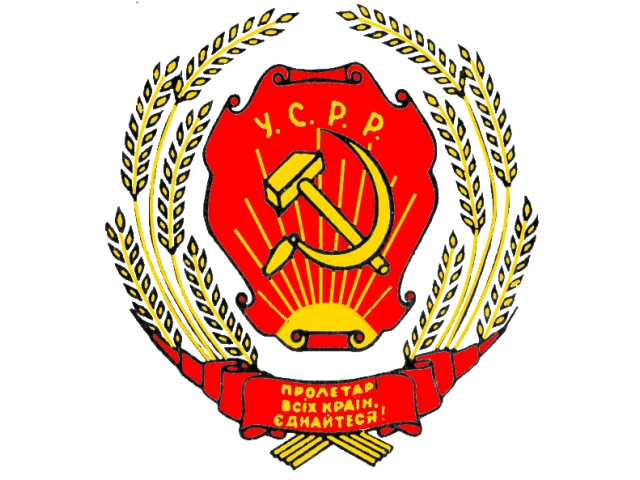
Znak Ukrajinské SSR (1919–1929)
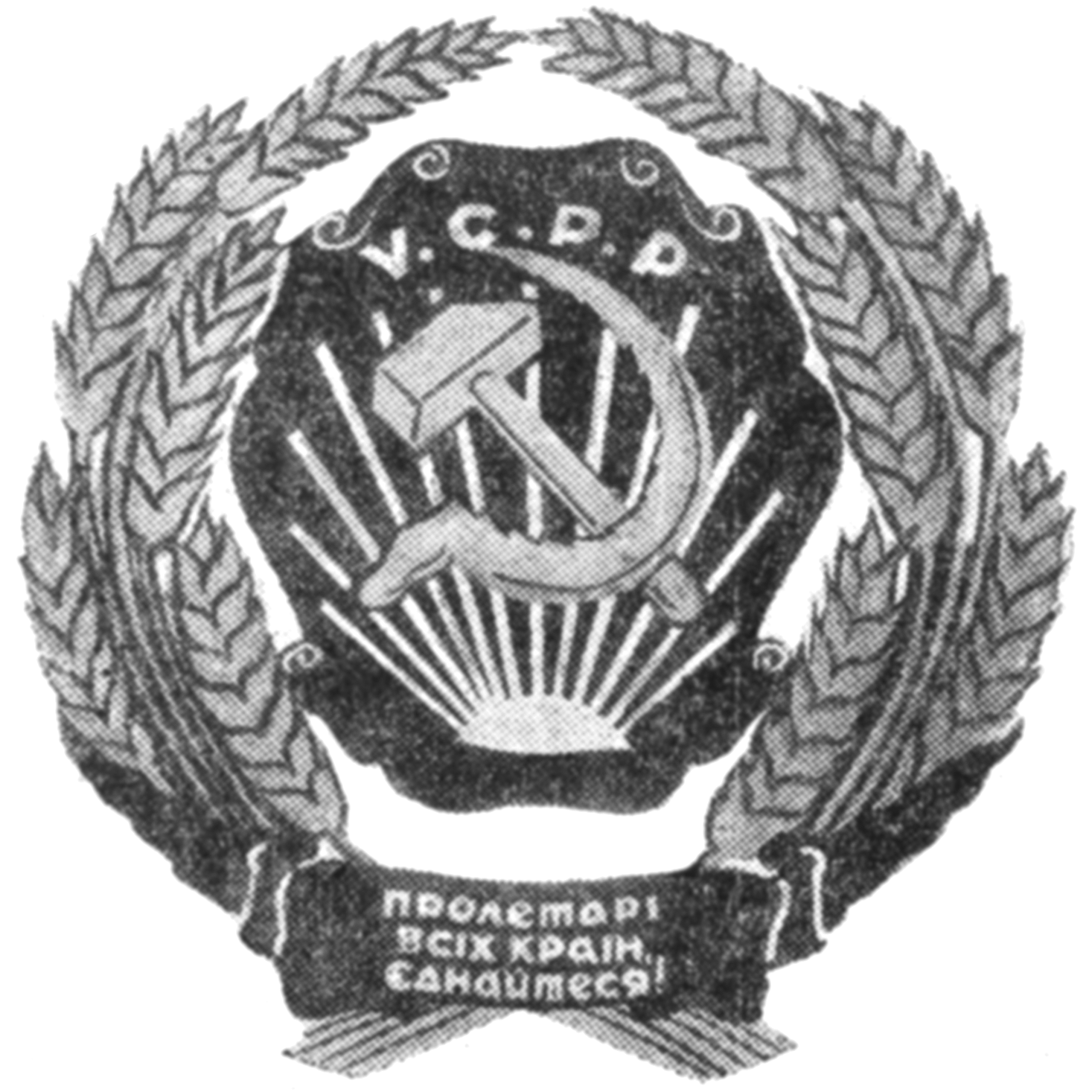
Znak Ukrajinské SSR (1929–1937)
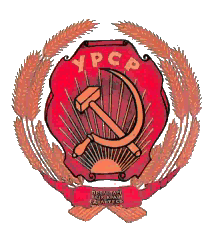
Znak Ukrajinské SSR (1937–1949)
Znak Ukrajinské SSR (1937–1949)
Znak Ukrajinské SSR (1950–1992)
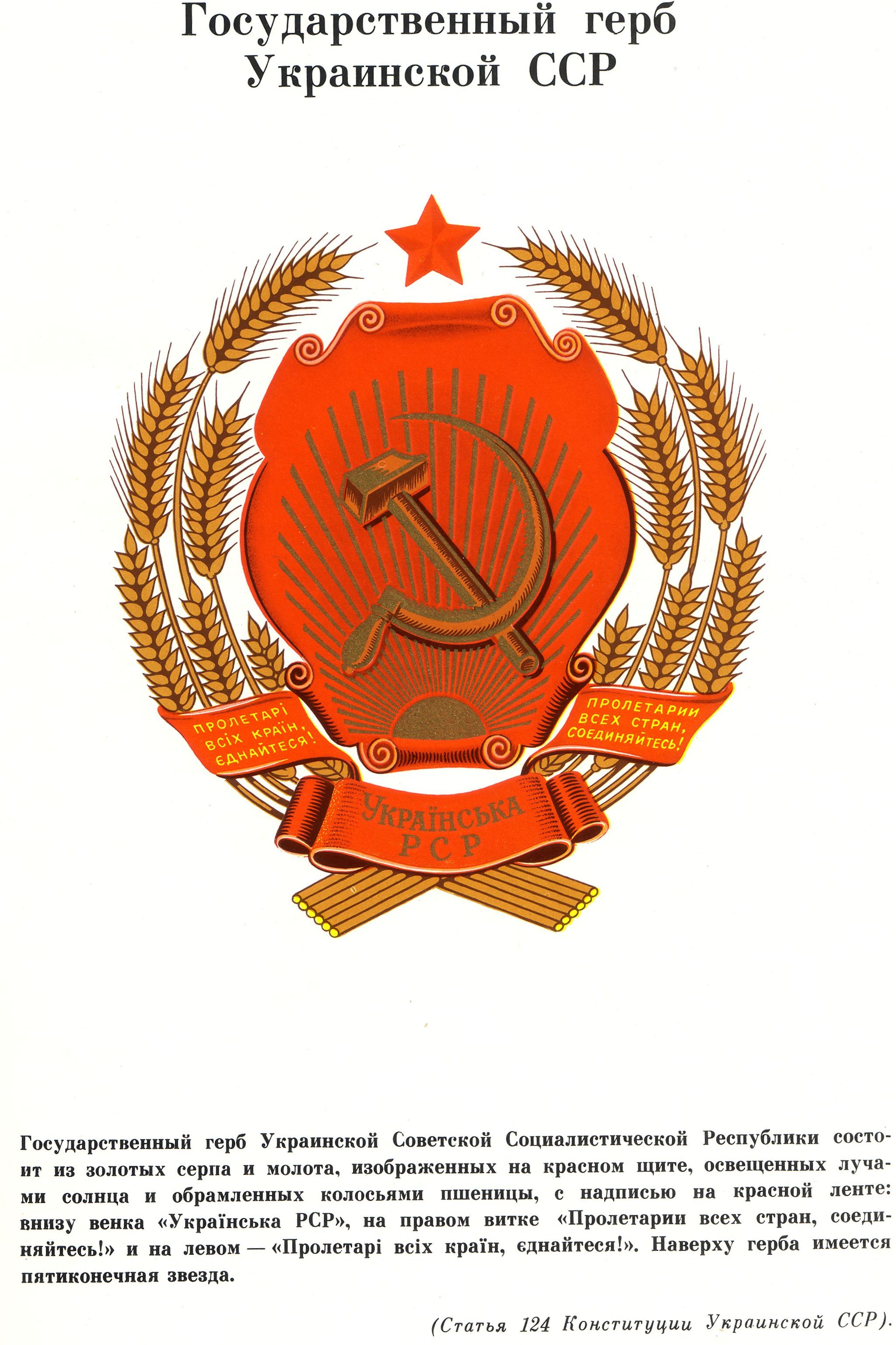
Znak Ukrajinské SSR s oficiálním popisem z ústavy (rusky)

24. srpna 1991 byla vyhlášena nezávislost pod názvem Ukrajina. V únoru 1992 byl přijat nový státní znak.
Trojzubec je na Ukrajině tradičním symbolem, který byl již na mincích Vladimíra I. v letech 980–1015. Část poslanců nový znak při schvalování nepodpořila, důvodem bylo užívání znaku oddíly Ukrajinské povstalecké armády pod vedením Stepana Bandery za II. světové války.

## Trojzubec
Ve skutečnosti se vedou dohady, jestli se vůbec jedná o trojzubec a ne o symbol raroha (druh sokola) v střemhlavém letu. Sokol je prastarý symbol představující slunce/nebesa (v Egyptě např. uctívaný jako Hor - bůh nebes a světla s hlavou sokola). Střemhlavý let symbolizuje syntézu nebe a země a harmonii mezi intuicí, silou a odvahou (zjednodušeně duchovní a tělesnou dokonalost). Slované sami sebe považovali za bojovníky Světla a symbol sokola byl u nich velmi oblíbený ve všech oblastech života - v heraldice, v místních názvech (Sokolovo, Sokolov, Sokolniky atd.) i v pojmosloví (jižní Slované nazývali své hrdiny "sokoli", podle čehož byla později pojmenována i Česká obec sokolská). Se symbolem sokola se můžeme setkat v celém slovanském světě. Sokol byl erb Rurikovců. Poprvé se na území Ukrajiny objevil na zlatých a stříbrných mincích ražených právě za knížete Vladimíra. Kromě toho lze Tryzub nalézt na cihlách několika nejstarších kyjevských chrámů a ve folklorních materiálech.

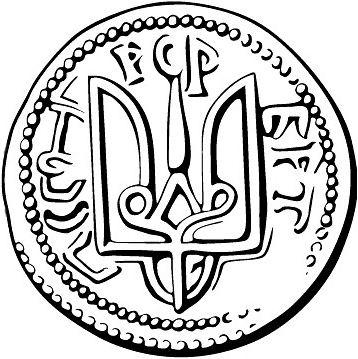
Mince Vladimíra I. (980–1015)
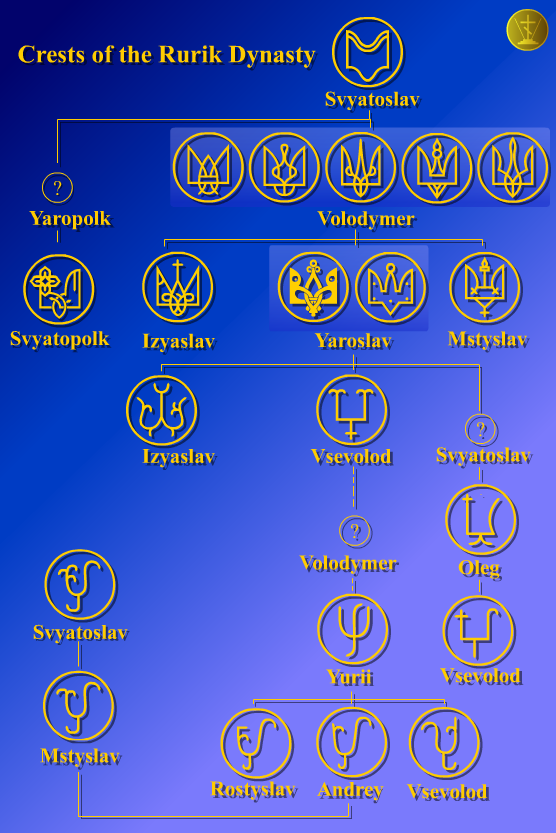
Erby Rurikovců

Sokol se objevil v heraldice Haličsko-Volyňského knížectví i Velkého knížectví litevského. Během krátkého trvání Ukrajinské národní republiky (1917–1919) se Tryzub stal symbolem nového státu. Během II. světové války byl využíván Organizaci ukrajinských nacionalistů a dostal se do vojenských odznaků Ukrajinské povstalecké armády. Jako ukrajinský státní znak se znovu objevil až po rozpadu Sovětského svazu a nabytí nezávislosti (1991).

## Návrh velkého státního znaku
Velký státní znak Ukrajiny v současnosti existuje pouze jako návrh předpokládaného budoucího znaku. Kromě malého státního znaku, trojzubce svatého Vladimíra I., který je jeho ústředním motivem, obsahuje rovněž dva štítonoše, heraldicky vpravo haličského lva a vlevo záporožského mušketýra. Nad štítem je umístěn knížecí věnec a pod štítem stuha v národních barvách a pšeničné klasy spojené plodem kaliny (rostliny symbolizující Ukrajinu). Podle odpůrců návrhu má nabízený velký státní znak řadu chyb a nepřesností: užití koruny neodpovídá ani historické tradici, ani současnému republikovému uspořádání Ukrajiny. Návrh nereflektuje všechna historická území, která v dnešní době tvoří ukrajinský stát, apod.

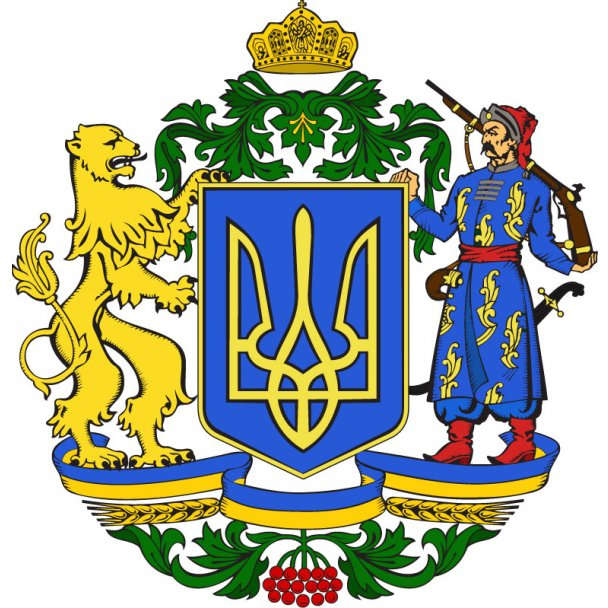
Varianta návrhu velkého znaku
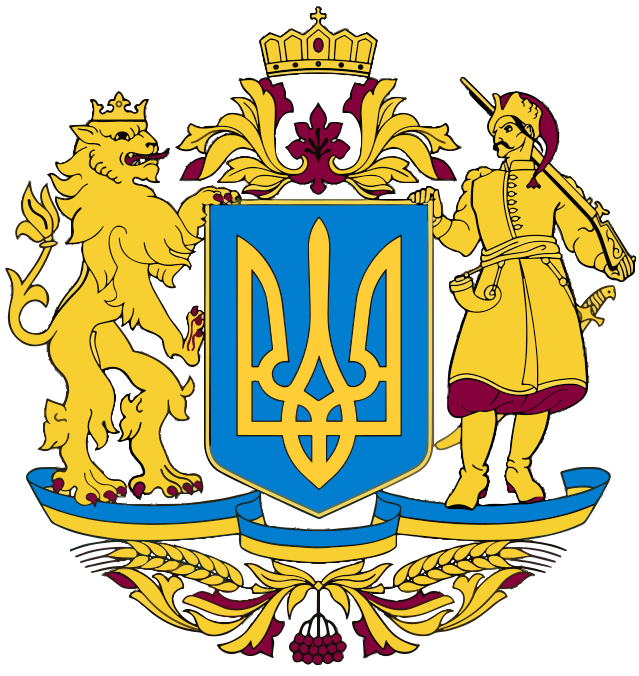
Varianta návrhu velkého znaku